# Philippe Cara Costea
Pour les articles homonymes, voir Costea.
Philippe Cara Costea, né le 16 septembre 1925 à Méréville, à l'époque dans le département de Seine-et-Oise, et mort le 31 décembre 2006, est un peintre, lithographe et sculpteur français. 

## Biographie
Né d'un père roumain et d'une mère française, Philippe Cara Costea est le père de l'auteur de bandes dessinées Carabal et le frère du comédien Bernard Cara (1931-1985).

### Formation

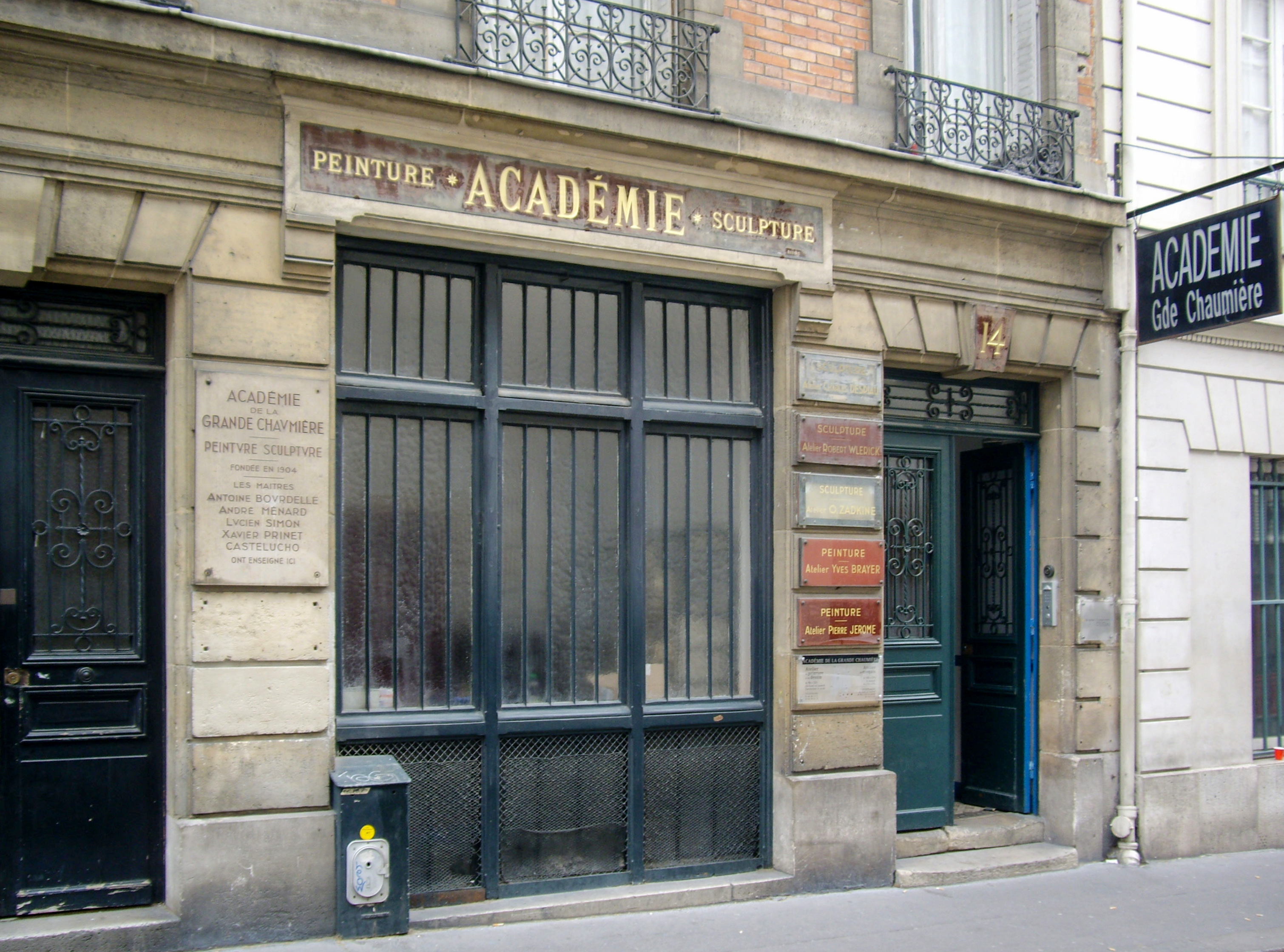
Académie de la Grande Chaumière, Paris

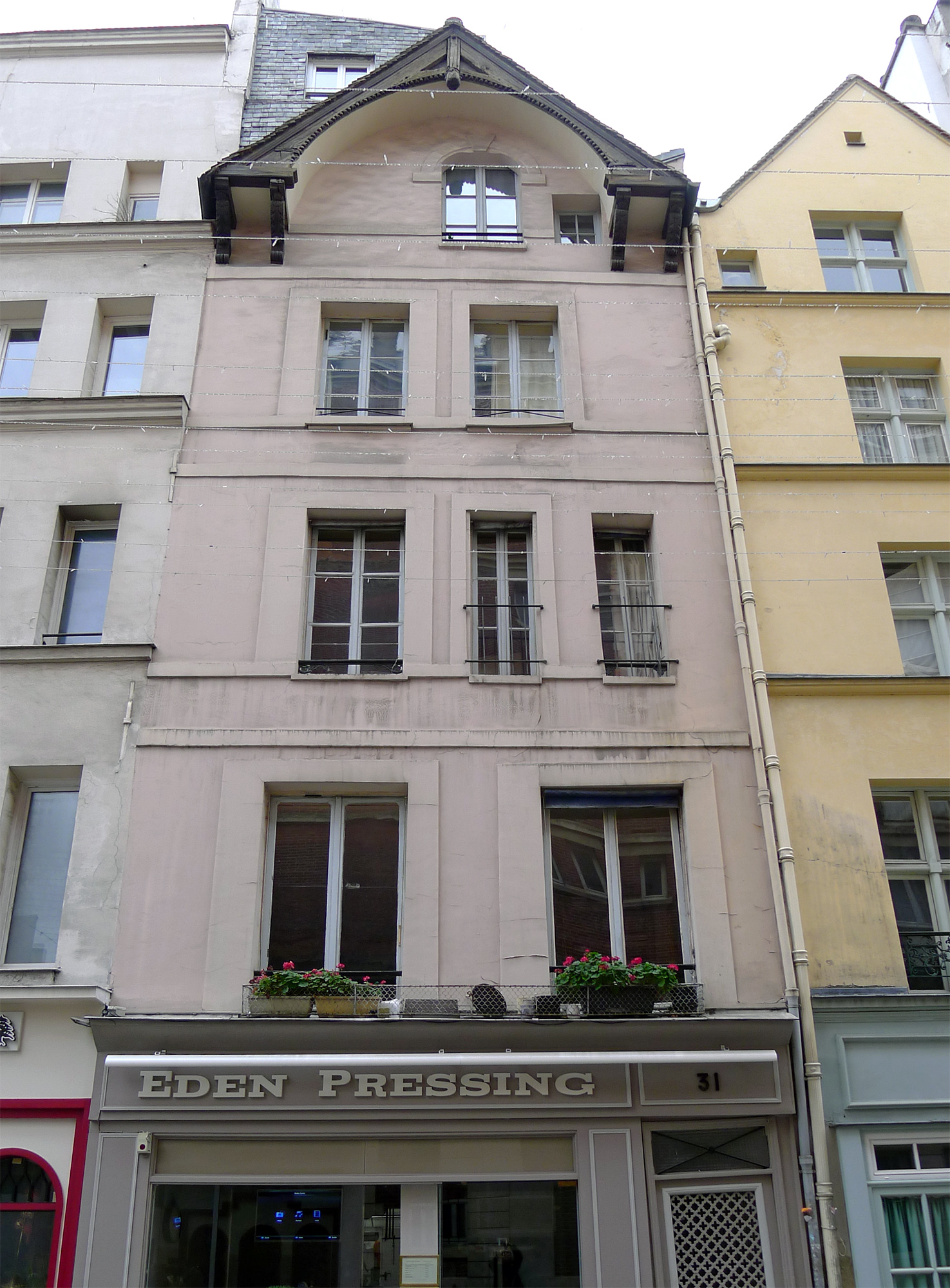
le 31, rue Galande où vécut Philippe Cara Costea

Philippe Cara Costea fait ses études secondaires au collège Stanislas à Paris avant d'entrer à l'École des beaux-arts de Paris, puis à l'Académie de la Grande Chaumière, dans l'atelier d'Émile Othon Friesz. 
En 1947, il part à Tahiti sur les traces de Paul Gauguin, en compagnie de son ami avec qui il fréquenta le collège Stanislas, le peintre Philippe Lejeune qui deviendra le fondateur de l'École d'Étampes.
Il obtient une bourse d'État en 1955.
En plus de nombreuses expositions en France (il est avec Georges Feher, Alain Mongrenier et Jacques Van den Bussche l'un des artistes permanents de la galerie Jean-Claude Bellier), il est aussi présent à l'étranger : Lausanne, Tunis, New York Coliseum, San Francisco, Cologne, Bruxelles. Installé au 31, rue Galande à Paris, il est sociétaire de tous les grands salons nationaux : Salon d'automne, Salon des artistes français, Salon de la Société nationale des beaux-arts, Salon d'Angers, Salon du dessin et de la peinture à l'eau, Salon de la Jeune Peinture, Salon Comparaisons, etc.

## Distinctions
Sélectionné pour le Prix Drouant-David de la Jeune Peinture en 1952 et pour le Prix Othon-Friesz en 1958, il obtient le prix Camille-Renault (1953), le prix Charles-Morellet (1954), le prix du Club du tableau, la médaille d'or au Salon des artistes français (1978, 1988), le prix de l'Académie des beaux-arts (1988), le grand prix Baudry (Fondation Taylor, 1996), et la médaille d'or du Salon de Montmorency (1983).

## Œuvre
Verdures, Marines, Groupes où il s'est souvent lui-même représenté, Orchestres inspirés par un ami violoniste dans un orchestre français, Cathédrales, avec principalement Sainte-Croix d'Orléans, Nus féminins en peinture et en sérigraphie, lithographie et pastel.
Dans le domaine de la sérigraphie, Cara-Costea initie et organise, au sein de l'association d'artistes Jeune Peinture, la publication sous le titre de Sérigraphies originales d'une suite de cinq numéros (tirages limités et exemplaires numérotés) qui paraissent entre 1949 et 1953, chaque numéro étant créé sur un thème, soit successivement: Io, la vierge à cornes de vache, Les mères, Job, Autoportraits, et La mort. À Cara-Costea, chef de file de cette publication bibliophilique, se joignent Paul Aïzpiri, Nicolas Carrega, Roger Chastel, Antoni Clavé, Paul Collomb, Gabriel Dauchot, Édouard Goerg, Jean Jansem, Philippe Lejeune, Bernard Lorjou, André Minaux, Orlando Pelayo, Paul Rebeyrolle, Gaëtan de Rosnay, Claude Roederer, Claude Schurr, Jean Souverbie et Jacques Yankel. 
En tant que lithographe, Cara-Costea illustre l'ouvrage de poèmes Belle chair d'Émile Verhaeren.
Son travail en sculpture comprend de nombreux nus féminins, en bois et plâtre, en particulier une femme accouchant seule, et une tête d'enfant en bronze. 
Il a réalisé quatre œuvres monumentales pour sa ville de Méréville 91660 : 

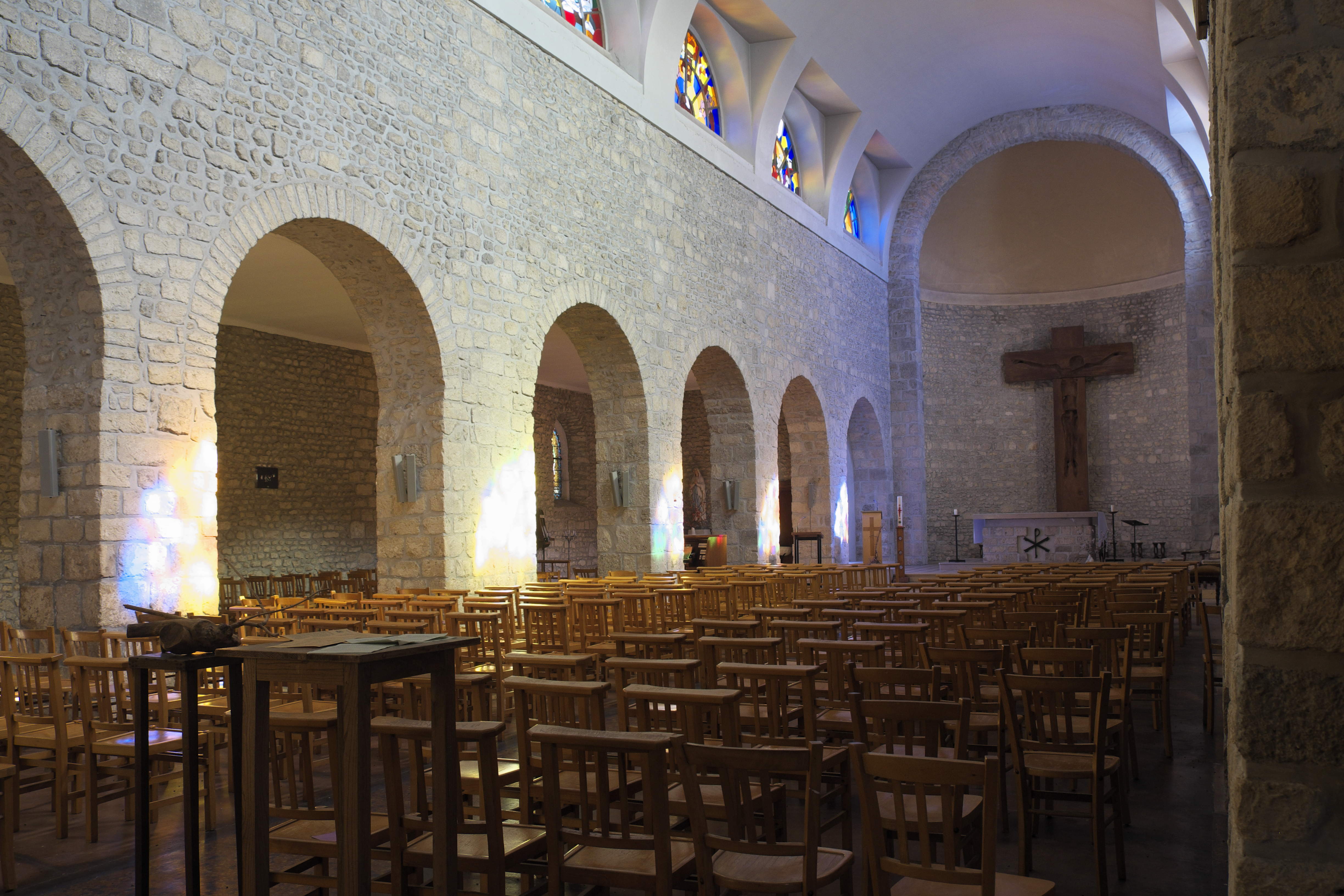
Église Saint-Pierre-ès-Liens, Méréville

Pour le collège Hubert Robert de Méréville, un bas-relief de 1976 représente un groupe d'enfants jouant, en creux sur le mur d'enceinte, face au cimetière où il repose. Pour l'église Saint-Pierre-ès-Liens de Méréville, il réalise en 1970 la grande croix de six mètres sculptée en creux dans un tronc d'Iroko de plus d'une tonne et quatorze vitraux semi-circulaires représentant la vie du Christ (inspirés des Mystères du Rosaire). Les deux premiers furent réalisés en 1942 sous l'Occupation et sans l'aide d'un atelier. Le reste de l'œuvre (1998) suivit l'installation de la grande croix, réalisée après l'incendie de 1959 qui nécessita la restauration de l'édifice roman. 
Les quatorze stations du Chemin de Croix en négatif c'est-à-dire en creux sur une plaque d'acier (inspirés de la Passion du Vendredi Saint), ont été achevés après sa mort par les amis de l'association qu'il avait fondée en 1990.

## Expositions

### Expositions personnelles
- Galerie Drouant-David, Paris, 1950[9].
- Galerie Paul Vallotton, Lausanne, 1952[4].
- Librairie Sautier, Paris, 1953[4].
- Galerie Carlier, Paris, 1953.
- Galerie Suillerot, Paris, 1953.
- Galerie Monique de Groote, Paris, 1953.
- Galerie Jean-Claude Bellier, Paris, juin-juillet 1961, juin-juillet 1963, 1966, avril 1967[10], 1968, 1969, 1974.
- Galerie Gmurazynka, Cologne, 1967.
- Galerie Isy Brachot, Bruxelles, 1969.
- Festival d'Étampes, Hôtel Anne-de-Pisseleu, mai-juin 1970.
- Galerie Musson, Orléans, 1971.
- Galerie Traiz, Versailles, mars 1977.
- Galerie Helios, Paris, 1978.
- Galerie Ventadour, Saint-Émilion, 1979.
- Musée d'Étampes, 1984.
- Galerie d'art de la place Beauvau, Paris, février-mars 1983, 1987, mars 1991, janvier-février 1995.
- Musée municipal d'Étampes, décembre 1984 - Février 1985.
- Galerie Atelier 33, Bordeaux, 1985.
- Galerie L'Art ancien, Orléans, juin 1989.
- Galerie Présences, Bruxelles, novembre 1989.
- Galerie de l'Ancien Courrier, mai-juin 1991.
- Galerie Florence Basset, Flassans-sur-Issole, septembre-octobre 1995[11].
- Philippe Cara Costea, hommage - "Dix ans déjà, Centre culturel de Méréville, septembre-décembre 2016.
- Philippe Cara Costea, 1925-2006, Musée intercommunal d'Étampes, octobre-décembre 2016.
- Philippe Cara Costea - Palettes d'une vie, Fonds Labégorre, Seignosse, février-mars 2020[12].

### Expositions collectives
- Salon des Jeunes Peintres, puis de la Jeune Peinture, Paris, 1950[3], 1951, 1953, 1954, 1955, 1956, 1957, 1958[4].
- Vingt-huit jeunes peintres, vingt-huit jeunes femmes, Galerie Drouant-David, Paris (Portrait de Madame Drouant par Philippe Cara Costea), janvier 1951 - février 1952.
- Salon d'automne, Paris, 1955, 1963, 1965, 1967, 1970, 1971, 1972, 1973, 1975, 1977, 1978, 1979, 1980, 1981, 1982, 1983, 1984, 1985, 1986, 1987, 1988, 1990, 1991[13].
- Salon Comparaisons, Paris, 1955, 1956, 1957, 1959[4].
- Dix-huit peintres du sixième Salon de la Jeune Peinture (1955), Galerie Marlborough Fine Art Ltd, Old Bond Street, Londres, janvier-février 1956.
- Philippe Cara Costea, Hélène Azenor, Galerie Sélection, Tunis, janvier 1957.
- Salon du dessin et de la peinture à l'eau, Paris, 1957, 1958[4].
- Philippe Cara Costea, Jean Joyet, André La Vernède, Galerie Norval, Paris, 1959.
- French modern figurative art, New York Coliseum, 1959.
- Five masters of the School of Paris, avec Philippe Cara Costea, Michel de Gallard, Pierre Garcia-Fons, Robert Savary, International Galleries, Chicago, 1959.
- Salon Terres latines, Paris, 1959[4].
- Aspects of the School of Paris: Duilio Barnabé, Philippe Cara-Costea, Antoni Clavé, Roger Lersy, National Galleries, Chicago, septembre-octobre 1960.
- Souvenir de Corot - André Dunoyer de Segonzac, Richard Bellias, Philippe Cara Costea, André Dignimont, Jacques Van den Bussche, Maison des enfants, Viroflay, 1961.
- L'art et la médecine vus par vingt-quatre peintres - Jean Aujame, Yves Brayer, Louis Berthomme Saint-André, Philippe Cara Costea, Jean Carzou, Roger Chapelain-Midy, Michel Ciry, Pierre Clayette, Jean Cocteau, Paul Collomb, Édouard Goerg, François Heaulmé, Jean Jansem, Georges Rohner, Henry de Waroquier, Gabriel Zendel..., Galerie Dulac, Paris, octobre-novembre 1963.
- Grand maîtres, petits formats - Pierre Bonnard, Philippe Cara Costea, Jean Commère, Henri-Edmond Cross, Honoré Daumier, André Derain, Charles Despiau, Charles Dufresne, Raoul Dufy, André Dunoyer de Segonzac, Georges Feher, Tsugouharu Foujita, Édouard Goerg, Jean Jansem, Charles Marcon, André Marchand, Henri Matisse, André Minaux, Alain Mongrenier, Roger Mühl, Jules Pascin, Pierre-Auguste Renoir, Georges Seurat, Paul Signac, Maurice de Vlaminck, Jacques Van den Bussche, Galerie Jean-Claude Bellier, Paris, 1964.
- From Géricault to our time, San Francisco, 1966.
- Voyages - Salon des prix nationaux et des boursiers de l'État, Musée d'art moderne de la ville de Paris, mai 1966.
- Peintures modernes: Bernard Buffet, Philippe Cara Costea, Jean Commère, Paul Guiramand, Jean Jansem, André Marchand, André Minaux, Georges Rohner, Claude Weisbuch, Hôtel historique de François Ier, Orléans, décembre 1976.
- Guy Bardone, Philippe Cara-Costea, Michel Ciry, Bernard Conte, Camille Hilaire, Jean Jansem, Blasco Mentor, Maurice-Élie Sarthou, Orangerie du château de Versailles, 1985.
- Galerie Marcel Billy, La Baule, 1989, 1990.
- Cara Costea peint la musique, École de musique d'Étampes, novembre 1993.
- Art figuratif des années 50, Galerie d'art de la place Beauvau, 1994.
- Vingt artistes contemporains - Céelle, Philippe Cara Costea, Roland Dubuc, Frédéric Menguy…, Château d'Excideuil, juillet-août 1994.
- Salon des artistes de Basse-Normandie, Hôtel de ville de Caen (Philippe Cara Costea invité d'honneur), octobre 1994.
- Exposition de groupe: Philippe Cara Costea, Simone Dat, Raymond Guerrier, François Heaulmé, Michel Thompson, Claude Venard, Galerie Florence Basset, Flassans-sur-Issole, septembre-novembre 1996.
- Florilège Taylor - Peinture, sculpture, gravure, Mairie du neuvième arrondissement de Paris, avril-mai 1998.
- Salon de printemps de la Société artistique de Dourdan, Centre culturel René-Cassin, Dourdan, 2004, 2005[14].
- La réalité retrouvée - La Jeune Peinture - Paris, 1948-1958 : Françoise Adnet, Richard Bellias, Bernard Buffet, Philippe Cara Costea, Simone Dat, Gabriel Dauchot, Michel de Gallard, Raymond Guerrier, Roger Lersy, Bernard Lorjou, André Minaux, Jean Pollet, Paul Rebeyrolle, Gaëtan de Rosnay, Michel Thompson, Maurice Verdier, Musée Estrine, Saint-Rémy-de-Provence, 2010.
- Les insoumis de l'art moderne - Paris, les années 50, Musée Mendjisky-Écoles de Paris , Paris, octobre-décembre 2016[15],[16].

## Collections publiques

### États-Unis
- Chicago, Art Institute of Chicago,

### France
- Blois, château de Blois : La jeune Veuve, huile sur toile,
- Paris :
  - Palais-Bourbon : Paysage et fleurs, huile sur toile,
  - Bibliothèque nationale de France,
  - musée d'Art moderne de Paris,
  - Secrétariat général du gouvernement : Fruits, huile sur toile,
- Poitiers, musée Sainte-Croix,
- Tours, musée du Gemmail.

## Collections privées
- Jef Friboulet, Yport, Modèle dans l'atelier de Jef Friboulet, technique mixte sanguine, pastel et craie[17].

## Citations

### Dits de Philippe Cara Costea
- « Trop s'approcher de la nature comme une planète du soleil, c'est se consumer, s'en écarter, c'est se paralyser. L'artiste doit trouver la bonne distance pour s'exprimer et garder sa pudeur. » – Philippe Cara Costea[18]

### Réception critique
- « Une écriture vive qui rappelle celle de Gruber. Nus, natures mortes, scènes de plage, orchestres: une imagerie poétique et abondante où les couleurs chantent avec distinction. » — Gérald Schurr[19]

## Publications
- Peintures et sculptures, livre relié couverture pleine toile rouge dorure au fer, format carré Modèle:Duntié 160 p. Éd. Arts Graphiques d'Aquitaine, 1983
- La mémoire de Demain, livre relié couverture pleine toile verte dorure au fer, format horizontal Modèle:Duntié 120 pages. Éd. P.Bertrand, 1995
- [Catalogue rouge], brochure couverture pelliculée rouge, format vertical 21 x 29,7 cm, 10 pages, Paris, Éd. Peinture et Promotion, 1991.
- [Catalogue bleu, les vitraux de Saint-Pierre-ès-liens de Méréville], brochure couverture pelliculée bleue, format carré Modèle:Duntié 6 pages, édité aux frais de l'artiste. 1998
- [Galerie virtuelle sur Internet « Un peintre une vie »], réalisée du vivant de l'artiste par un ami, le site a été figé après l'inauguration de la dernière œuvre (chemin de croix), puis confiée par l'auteur suivant accords, au site de l'association ADSM qu'il avait fondée[20]
- [Livre Un peintre, une ville] livre relié couverture pelliculée, format carré Modèle:Duntié 60 p. quadri.  Édité par l'association ADSMe (fondée par le peintre en 1990) 2016 à l'occasion d'une exposition anniversaire de sa disparition en 2006. Le livre réalisé par l'auteur du site Internet, avec en plus de nombreux témoignages de gens qui l'ont connu, l'ouvrage reprend toute la partie "Mérévilloise" de son œuvre. Disponible auprès de l'association.